# 고릴라 조

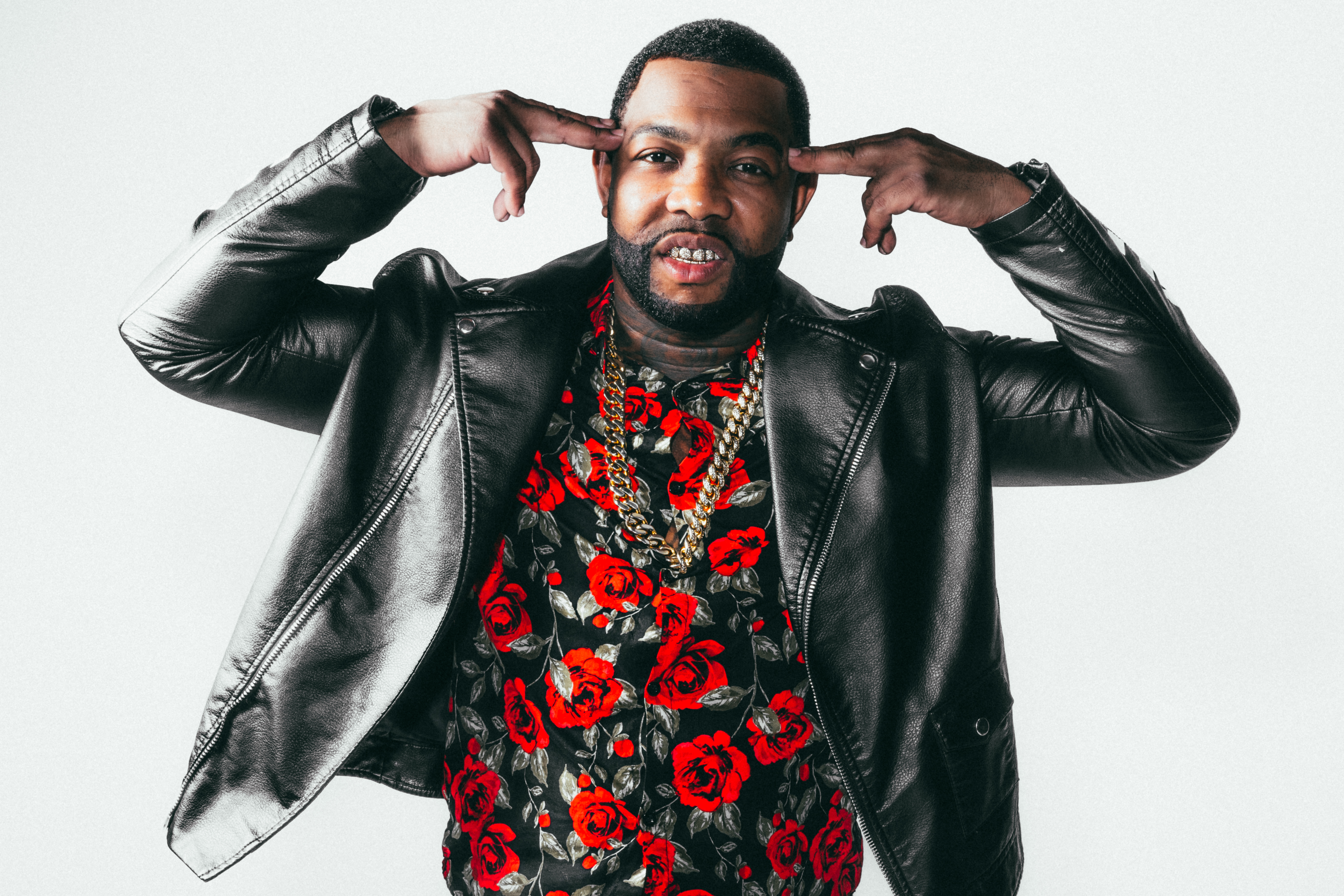
고릴라 조(2017년)

고릴라 조(영어: Gorilla Zoe, 본명 : 알론조 마티스(Alonzo Mathis), 1979년 3월 23일 ~ )는 미국의 래퍼다. 그는 영 지지와 함께 힙합그룹 'Boyz N Da Hood'의 멤버였으며, 2007년 첫솔로앨범 'Welcome To The zoo'로 성공했다.싱글인 'Hood Niggar','Coffee Shop','Bottle poppin'은 발보드 10위권안에 진입했었으며, 두 번째 앨범인 'Don't Feed da Animals'를 발표했다.

## 디스코그래피
- 2007년 : Welcome to the Zoo
- 2009년 : Don't Feed da Animals
- 2011년 : King Kong
- 2017년 : Don't Feed da Animals 2
- 2017년 : Gorilla Warfare